# Ulfila
Ulfila o Wulfila (𐍅𐌿𐌻𐍆𐌹𐌻𐌰 in gotico, Οὐλφίλας o Οὐρφίλας in greco, letteralmente "Lupacchiotto"; 311 – Costantinopoli, giugno 388) è stato un vescovo ariano, missionario, teologo e scrittore romano evangelizzatore presso i Goti.

## Biografia

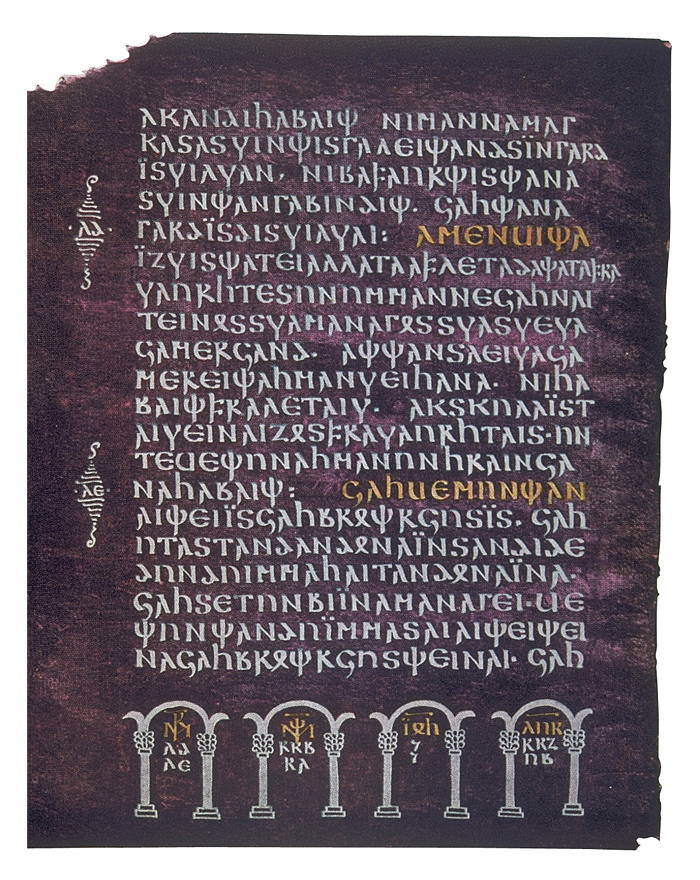
Bibbia di Ulfila, Codex Argenteus.

Nacque da genitori romani di una comunità originaria della Cappadocia, ridotta in cattività dai Goti sul finire del III secolo e probabilmente di religione cristiana e di lingua e cultura elleniche. Fu forse grazie a prigionieri come loro che il Cristianesimo si diffuse tra i Goti, allora stanziati nella Bessarabia storica. Si sa che nel 311 i genitori di Ulfila vivevano a nord del Danubio, in territorio visigoto.
Oltre al goto, Ulfila sapeva il latino e il greco, e fu inviato più volte come ambasciatore a Costantinopoli, dove prese contatti con l'ala moderata degli ariani. Nel 341 il vescovo di Costantinopoli, Eusebio di Nicomedia, lo nominò vescovo presso i Goti. All'inizio la sua missione di evangelizzatore fallì: re Atanarico scatenò una persecuzione contro i goti cristiani, che per questo migrarono con Ulfila nell'area oggi al confine tra Romania e Bulgaria, col benestare dell'imperatore romano Costanzo II.
Lo storico bizantino Giordane, nel suo De origine actibusque Getarum del 551, scrive (libro LI, 267):
Grazie alla sua predicazione, Ulfila convertì molti goti al cristianesimo ariano. Tradusse, anche se con difficoltà, la Bibbia dal greco al gotico antico, di cui creò l'alfabeto (detto appunto gotico). La sua opera precede quindi di alcuni decenni la Vulgata (la Bibbia tradotta in latino da san Girolamo).

Ma, a differenza di quest'ultima, la Bibbia di Ulfila non ebbe diffusione. Dal 325, infatti, l'arianesimo era considerato eretico. Ulfila era ariano e dovette difendersi dall'accusa di eresia.
Morì a Costantinopoli nel 388, quando la maggioranza dei goti era ormai cristianizzata.

## Il testamento spirituale
Neppure in punto di morte Ulfila rinnegò la sua versione del cristianesimo. Il vescovo ariano Massimino, nella sua Dissertazione contro Ambrogio (Contra Ambrosium, 56, 59-60, 63), si schierò con Ulfila, riportandone il testamento spirituale pronunciato prima di morire. Eccone un passo:

## La produzione letteraria
La maggiore opera di Ulfila è la sua traduzione in gotico della Bibbia: grazie a lui, i Goti furono il primo popolo d'Europa a disporre di una Bibbia in volgare (detta Bibbia gotica), quella che Jorge Luis Borges definirà «il più antico monumento delle lingue germaniche». Il testo greco della Bibbia che Ulfila tradusse è perduto e non corrisponde appieno a nessuno dei testi rimasti. L'influenza della lingua gotica della Bibbia non rimane confinata all'ambito dell'impero romano d'Oriente, ma il lessico innovativo usato da Ulfila influirà sullo sviluppo di altre lingue germaniche; lo si ritrova in testi epici posteriori in antico alto tedesco.
Proprio Borges, nel suo Literaturas germánicas medievales (1966), spiega il procedimento di Ulfila:
«Prima di affrontare la traduzione, dovette creare l'alfabeto in cui poterla scrivere. I germani usavano l'alfabeto runico, che constava di circa venti segni, adatti a essere incisi su legno o metallo, e vincolati, nell'immaginazione popolare, alle stregonerie pagane. Ulfila prese diciotto lettere dall'alfabeto greco, cinque da quello runico, una da quello latino e un'altra, che stava a indicare la Q, non si sa da dove, ed elaborò così la scrittura che fu detta ulfilana e anche maeso-gotica».
L'adattamento del messaggio evangelico al gotico impose inoltre a Ulfila notevoli sforzi sul piano linguistico. Per esempio, quando Ulfila si trovò a tradurre in lingua gota lo Spirito Santo, che sia nel termine greco (πνεῦμα) sia in quello latino (spiritus) implica la nozione di soffio o vento, non volle usare vocaboli che dessero questa connotazione, sentita come troppo materiale, e optò per il termine maschile ahma, che ha la stessa radice del verbo goto ahjan ('pensare', 'credere'): lo Spirito è quindi Essere Pensante, Mente che illumina e santifica. In questo modo Ulfila tradusse con una spiritualizzazione semantica la spiritualizzazione concettuale che i due termini πνεῦμα e spiritus avevano avuto in greco e in latino.
Sebbene l'ambito di Ulfila fosse quello dei Goti d'Oriente (in genere detti Ostrogoti, tenendo conto della corte ostrogotica in Italia), molti suoi scritti verranno in seguito ritrovati in altri testi, come i manoscritti del Vangelo di Ulfila, oggi alla Biblioteca Ambrosiana di Milano, o nel Codex Argenteus della biblioteca dell'Università di Uppsala, opera del magister Viliaric. Un frammento del Codex Argenteus è stato ritrovato negli anni settanta in un reliquiario nel duomo di Spira; si suppone fosse usato alla corte gotica di Teodorico in Italia (quindi in un ambito latino).